# Bombino nero
Il Bombino nero è un vitigno a bacca nera, che fu introdotto in Puglia in epoca antica; pare che l'origine del nome derivi dalla forma particolare del grappolo, somigliante ad un bambino dalle braccia un po' sollevate: da qui l'usanza di chiamarlo "bombino", in dialetto pugliese.
È conosciuto anche come Buon vino, soprannome dovuto alla buona vigoria nonché all'elevata resa sia in termini di materia prima che di mosto ottenuto.

## Coltivazione
La zona di coltivazione è quella del nord-barese, basso foggiano, con tendenza all'espansione in tutto il centro Italia.

## Ampelografia
Il Grappolo si presenta grosso e compatto, con due ali.
Gli acini sono grossi, hanno buccia spessa e consistente, di colore blu e pruinosa.
La vendemmia si ha verso fine settembre, prima metà di ottobre.